# La Poste
La Poste is een Frans postbedrijf dat actief is in zowel de France métropolitaine als in de vijf Franse overzeese departementen en de gemeenschappen van Saint-Pierre en Miquelon. Als gevolg van bilaterale overeenkomsten heeft La Poste ook de verantwoordelijkheid over La Poste Monaco en de postdiensten in Andorra, naast het Spaanse postbedrijf Correos.

## Geschiedenis
Het bedrijf werd in 1991 opgericht naar aanleiding van de splitsing van de Franse Postes, télégraphes et téléphones (PTT), een overheidsinstelling die verantwoordelijk was voor post, telegraaf- en telefoondiensten in Frankrijk. De PTT werd opgericht in 1879 en werd vervolgens verdeeld tussen La Poste voor de postdivisie en France Télécom (tegenwoordig Orange) voor de telecommunicatiediensten. France Télécom werd onmiddellijk geprivatiseerd, La Poste bleef een overheidsbedrijf. Echter, als gevolg van EU-richtlijnen die de lidstaten verplichten concurrentie toe te laten op de postmarkt, vormde de Franse regering het in 2010 om tot een naamloze vennootschap. Naar aanleiding van de voorbeelden van Royal Mail in het Verenigd Koninkrijk of Poste Italiane in Italië, zou de Franse regering in de nabije toekomst haar aandelen kunnen verkopen waardoor La Poste mogelijk naar de beurs kan trekken.

## Onderdeel La Post Group
La Poste Group is een Frans staatsbedrijf, de aandelen zijn in handen van de Franse staat en Caisse des Dépôts.
De activiteiten zijn sinds 2021 verdeeld over vier vier business units: Diensten-Post-Paketten, Retailklanten en Digitale Diensten, Geopost en La Banque Postale, dat samen met haar dochteronderneming CNP Assurances de elfde grootste bank- en verzekeringsmaatschappij in de eurozone is.
La Poste beschikt in totaal over ruim 35.600 vestigingen, waaronder 17.300 contactpunten zoals postkantoren, lokale postagentschappen en ophaalpunten in winkels. verder zijn er zo'n 18.300 overige toegangspunten tot postdiensten zoals ophaallocaties voor pakketen en brief- en pakketkluisjes. In 2022 bezorgde La Poste Group wereldwijd ruim 17 miljard brieven, gedrukte reclame en pakketten.
In 2022 genereerde de La Poste Group een omzet van € 35,4 miljard, waarvan 44% buiten Frankrijk. Geopost is de grootste business unit met een omzetaandeel van 44% in 2022, gevolgd door Diensten-Post-Paketten met bijna 30%. De Group telde 238.000 medewerkers, in meer dan 60 landen verspreid over vijf continenten. In Frankrijk waren er 184.000 medewerkers.